# Michael Clarke (Eishockeyspieler)
Michael „Mike“ Clarke (* 29. April 1994 in London, Ontario) ist ein deutsch-kanadischer Eishockeyspieler, der seit Juli 2025 bei der Düsseldorfer EG aus der DEL2 unter Vertrag steht. Zuvor war der Center unter anderem für die Iserlohn Roosters, Augsburger Panther und Straubing Tigers in der Deutschen Eishockey Liga (DEL) aktiv.

## Karriere

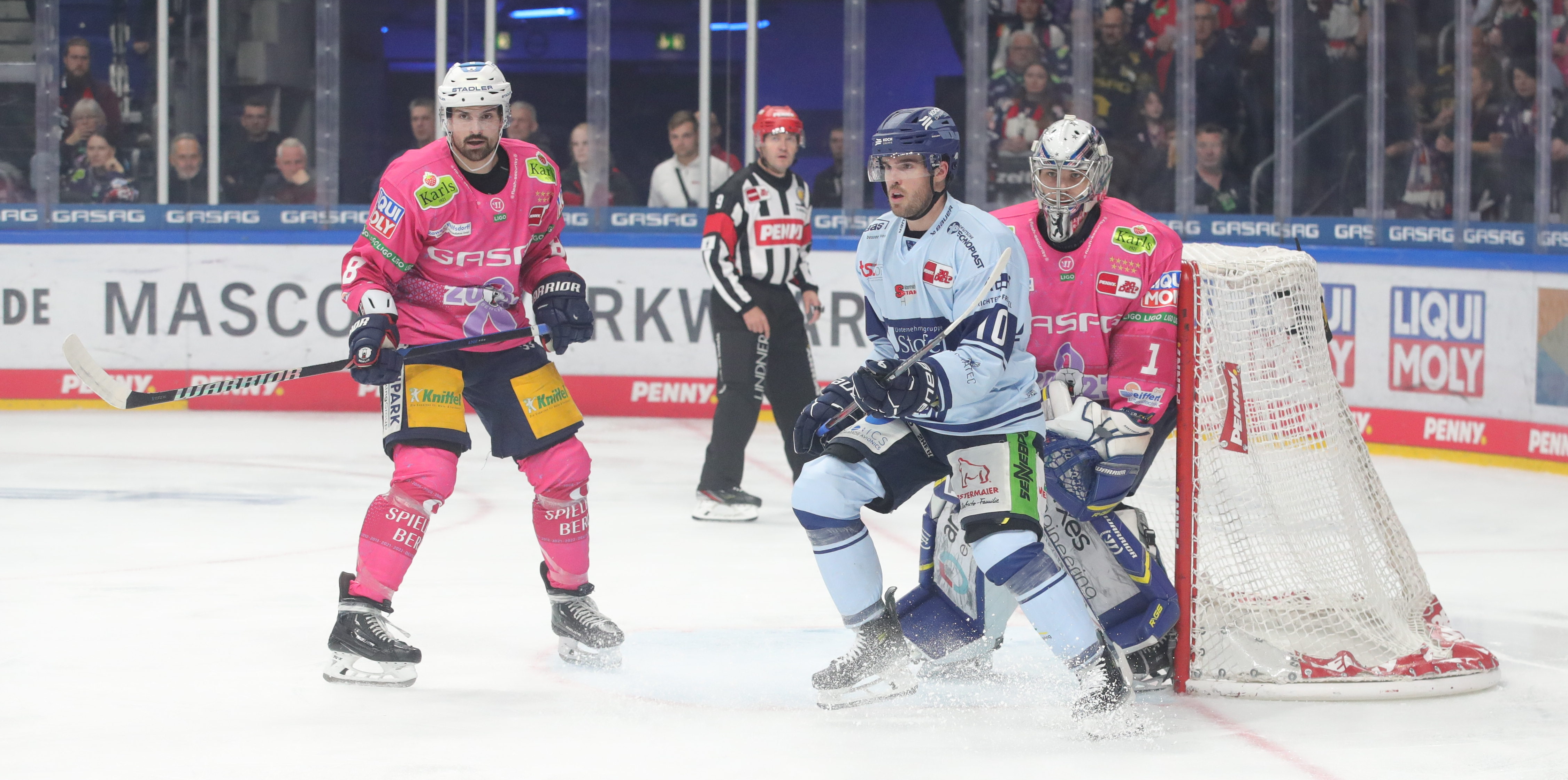
Clarke (Mitte) im Trikot der Straubing Tigers (2023)

Mit guten Leistungen in verschiedenen Jugendmannschaften sowie in der unterklassigen Juniorenliga Greater Ontario Junior Hockey League (GOJHL) empfahl sich Michael Clarke im Jahr 2010 für die Ontario Hockey League (OHL). Die Windsor Spitfires sicherten sich in der Priority Selection in der zweiten Runde die Rechte an dem Nachwuchsangreifer. Schon in der Saison 2010/11 lief er neunmal in der OHL auf. Anfang 2013 wurde er innerhalb der Liga zu den Peterborough Petes transferiert, bei denen er in der Saison 2014/15 eine Quote von fast einem Scorerpunkt pro Spiel erreichte. Zum Ende der Spielzeit wurde er erstmals in den Seniorenbereich berufen. Er trat für die Quad City Mallards in den Playoffs der ECHL an und erzielte zwei Tore und zwei Vorlagen in sieben Partien.
Statt für die Fortsetzung der Profikarriere entschied sich Clarke, der bereits im NHL Entry Draft 2012 von der Colorado Avalanche ausgewählt worden war, für ein Studium an der Saint Francis Xavier University. In deren Eishockeyteam gehörte er zwischen 2015 und 2018 zu den erfolgreichsten Scorern. In allen drei Spielzeiten erreichte sein Team den University Cup. In seinem letzten Collegejahr wurde Clarke in die All-Star-Teams sowohl seiner Conference als auch des University Cup im Ganzen berufen.
Im Sommer 2018 unterzeichnete Michael Clarke einen Vertrag bei den Iserlohn Roosters in der Deutschen Eishockey Liga (DEL), wo er wegen seiner deutschen Abstammung keine Ausländerlizenz einnahm. In seiner Premierensaison in der DEL fiel er wegen Rückenbeschwerden längere Zeit aus. Dennoch verlängerten die Roosters seinen Vertrag und in der folgenden Spielzeit 2019/20 wurde er mit 13 Toren in 48 Spielen der erfolgreichste Torschütze des DEL-Klubs. Nach Saisonende lehnte er ein weiteres Vertragsangebot der Roosters ab und schloss sich den Augsburger Panthern an. Dort überzeugte er vor allem in der Saison 2021/22 mit elf Treffern, konnte daran ein Jahr später, als die Panther Tabellenvorletzter wurden, aber nicht anknüpfen.
Zur Saison 2023/24 wechselte Clarke schließlich zu den Straubing Tigers und verbrachte dort zwei Spielzeiten. Für das Spieljahr 2025/26 zog es den Deutsch-Kanadier erstmals in die DEL2, wo er im Absteiger Düsseldorfer EG einen neuen Arbeitgeber fand.

## Erfolge und Auszeichnungen
- 2018 U Sports (AUS) First All-Star Team
- 2018 University Cup All-Star Team

## Karrierestatistik
Stand: Ende der Saison 2024/25
(Legende zur Spielerstatistik: Sp oder GP = absolvierte Spiele; T oder G = erzielte Tore; V oder A = erzielte Assists; Pkt oder Pts = erzielte Scorerpunkte; SM oder PIM = erhaltene Strafminuten; +/− = Plus/Minus-Bilanz; PP = erzielte Überzahltore; SH = erzielte Unterzahltore; GW = erzielte Siegtore; 1 Play-downs/Relegation; Kursiv: Statistik nicht vollständig)